# V523 Возничего
V523 Возничего (лат. V523 Aurigae) — двойная затменная переменная звезда типа W Большой Медведицы (EW) в созвездии Возничего на расстоянии приблизительно 1823 световых лет (около 559 парсеков) от Солнца. Видимая звёздная величина звезды — от +14,3m до +13,4m. Орбитальный период — около 0,3304 суток (7,9305 часов).

## Характеристики
Первый компонент — жёлтый карлик спектрального класса G. Масса — около 1,09 солнечной, радиус — около 1,04 солнечного, светимость — около 0,9 солнечной. Эффективная температура — около 5079 К.
Второй компонент — жёлтый карлик спектрального класса G. Масса — около 0,6 солнечной, радиус — около 0,79 солнечного, светимость — около 0,7 солнечной. Эффективная температура — около 5456 К.